# Meelste laht
Meelste laht (Meelstebukten) är en bukt på Dagö i västra Estland. Den ligger i Hiiu kommun i Hiiumaa (Dagö), 135 km väster om huvudstaden Tallinn. Den ligger på Dagös nordvästra sida mot Östersjön, 12 km väst om länshuvudorten Kärrdal. Den avgränsas i nordost av Taknenäset och i sydväst av udden Kootsaare poolsaar. Sju byar (estniska: küla) ligger utmed buktens strand: Tahkuna, Meelste, Kauste, Mangu, Mutas (estniska: Mudaste), Sigala och Röicks (Reigi).